# Petőfibánya
Petőfibánya är en ort i Ungern.   Den ligger i provinsen Heves, i den centrala delen av landet, 60 km nordost om huvudstaden Budapest. Petőfibánya ligger 223 meter över havet och antalet invånare är 3 061.
Terrängen runt Petőfibánya är platt åt sydväst, men åt nordost är den kuperad. Runt Petőfibánya är det ganska tätbefolkat, med 80 invånare per kvadratkilometer. Närmaste större samhälle är Hatvan, 12,6 km söder om Petőfibánya. Trakten runt Petőfibánya består till största delen av jordbruksmark.